# Микільське (Олександрійський район)
Микі́льське — село в Україні, у Великоандрусівській сільській громаді Олександрійського району Кіровоградської області. Населення становить 1012 осіб за даними сайту postcode.in.ua. Колишній центр Микільської сільської ради.

## Географія
Селом тече балка Яр Лихачівка.

## Історія
Засноване 1760 року російськими переселенцями-старообрядцями з Орловської, Курської та Калузької губерній.
Російський православний старообрядовий храм Білокриницької згоди збудований в XIX столітті.
Станом на 1886 рік у селі Глинської волості Олександрійського повіту Херсонської губернії мешкало 1111 осіб, налічувалось 219 дворових господарств, існували православна церква, земська станція та лавка.
За переписом 1897 року кількість мешканців зросла до 1605 осіб (778 чоловічої статі та 827 — жіночої), з яких , 1541 — старообрядницької.

## Населення
Згідно з переписом УРСР 1989 року чисельність наявного населення села становила 1291 особа, з яких 573 чоловіки та 718 жінок.
За переписом населення України 2001 року в селі мешкали 1172 особи.

### Мова
Розподіл населення за рідною мовою за даними перепису 2001 року:
| Мова       | Відсоток |
| ---------- | -------- |
| російська  | 75,91 %  |
| українська | 23,49 %  |
| білоруська | 0,09 %   |
| молдовська | 0,09 %   |
| інші       | 0,42 %   |

## Сучасний стан
Микільська загальноосвітня школа І-ІІІ ст. відкрилася у вересні 1983.
У селі діє дитячий будинок змішаного типу «Рідна оселя».

## Галерея

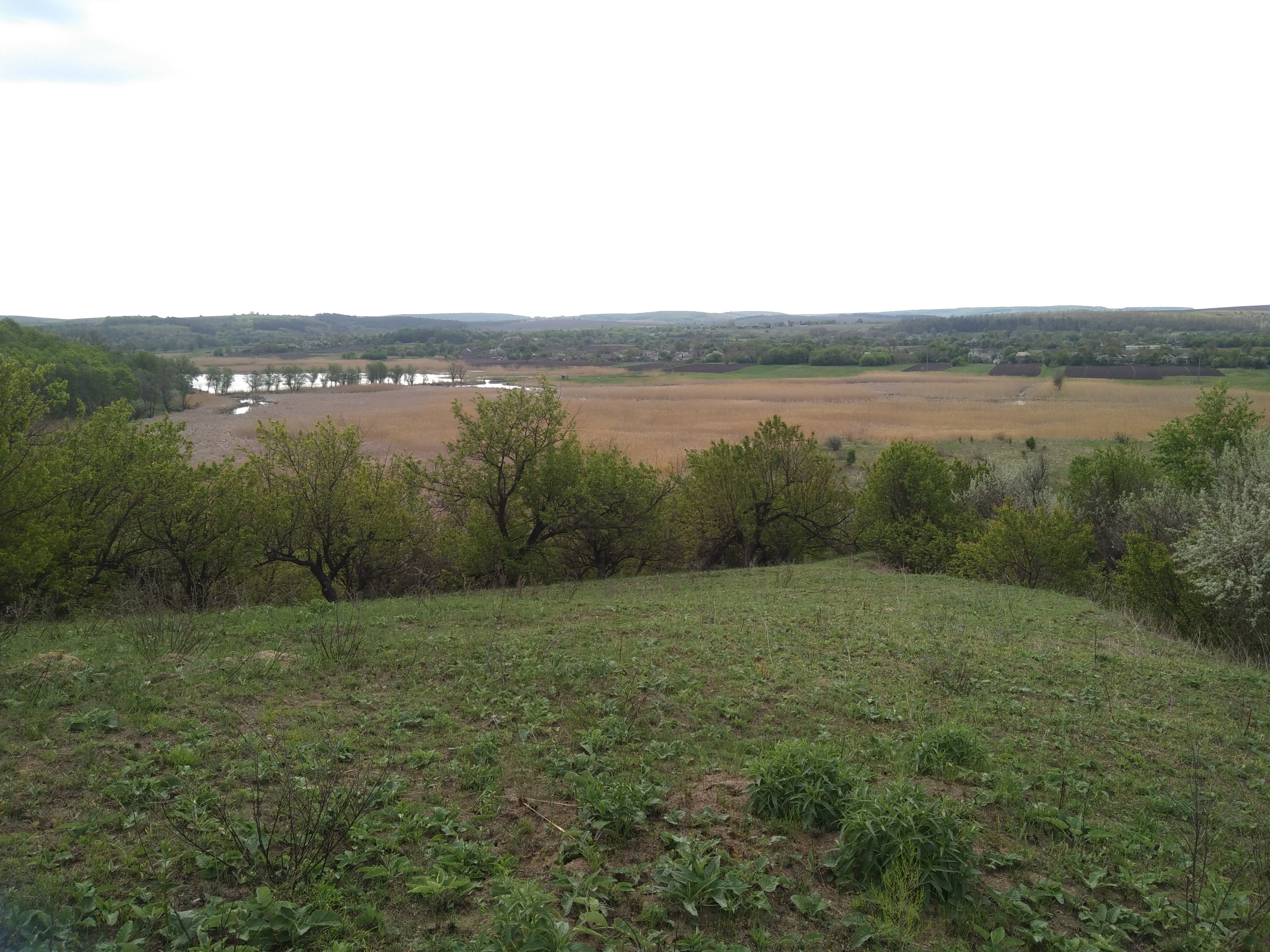
Краєвид на долину р. Цибульник та с. Микільське за нею